# Hinnerjoki (vattendrag i Finland)
Hinnerjoki är ett vattendrag i Finland.   Det ligger i landskapet Satakunta, i den sydvästra delen av landet, 190 km nordväst om huvudstaden Helsingfors.
Hinnerjoki är det övre loppet av ån Lapinjoki i kommunen Eura. Ån har sin början i insjön Koskeljärvi i kommunen Eura och byter sitt namn till Lapinjoki när man kommer till före detta kommunen Lappi i den nuvarande kommunen Raumo. Hinnerjoki  och Honkilahti kyrkbyar är belägna vid ån.